# خلور
خلور (بالفارسية: خلور) (بالإنجليزية: Khalur)‏، قرية في ناحية صحراء باغ (بالفارسية: بخش صحراى باغ)، قسم صحراء باغ الريفي، مقاطعة لارستان، محافظة فارس، إيران. يبلغ عدد سكانها حسب إحصاء عام 2006 ميلادية 503 نسمة في 118 عائلة، من أهل السنة والجماعة، وعلى المذهب الشافعي.